# 3253 Gradie
3253 Gradie је астероид главног астероидног појаса чија средња удаљеност од Сунца износи 2,248 астрономских јединица (АЈ).
Апсолутна магнитуда астероида је 13,4.